# John Digweed
Thomas John Digweed (Hastings, Inglaterra; 1 de enero de 1967) es un disc jockey y productor musical británico. Comenzó a hacer mezclas alrededor de los 13 años de edad. Su primer trabajo formal como DJ fue en el club Renaissance en Londres después de que Alexander Coe, alias Sasha, escuchara su demo y lo aprobara.

## Trayectoria
Digweed ha decidido en concentrarse, a lo largo de su trayectoria profesional, en su labor como DJ, dejando en cierta forma de lado su faceta de productor. De hecho, como productor Digweed sólo ha publicado un puñado de mixes con el alias de Bedrock. Sin embargo, como DJ es considerado de forma unánime como uno de los mejores del mundo. [cita requerida]
En el año 2001 fue elegido como el mejor DJ del mundo por la revista DJmag y en el año 2011 ocupó el lugar número 55 en esa misma revista. En la revista TheDjlist es considerado el número 45 de los mejores DJ del mundo.
Icono máximo del género electrónico Progressive House, en el cual incursionó a principios de los noventa y ya hacia fines de los mismos comenzaba a consolidarse como un eximio DJ global. John Digweed forma parte de la restringida nómina de Djs que se hacen un hueco en el Hall of Fame de los pinchadiscos después de haberlo trabajado duro. Sus sets por todo el mundo son ya un clásico, sobre todo cuando pincha en cabina al lado de Sasha, además de convertirse en una buena oportunidad de escuchar House progresivo de calidad, mundialmente reconocido por sus sonidos coqueros, y alturados.
Su ambición como Dj empezó de muy niño cuando volvía de la escuela a casa para practicar con sus viejos giradiscos. Más tarde conseguiría el primer trabajo como pinchadiscos en un hotel donde actuaba para algunas fiestas de instituto. En 1987 se mudó a Londres pero no tuvo suerte con las cintas que enviaba a los diferentes clubs de la ciudad. Digweed tuvo que improvisar sus primeras noches Bedrock en Hastings donde consiguió ser profeta en su tierra. En 1992, la superdiscoteca Reinassance lo fichó y Digweed no perdió la oportunidad de desarrollar su particular definición de la música house. Algunos críticos bautizaron su estilo como "House épico", estilo propio que le sirvió para compilar recopilatorios del mismo Renaissance, además de realizar algunos remixes.
Precisamente su primera colección para Renaissance fue mezclada junto al que a partir de entonces sería su socio, Sasha. Esta primera edición de la colección tuvo muy buena crítica, aportando credibilidad al House inglés. Su primer track vendría inmediatamente después, For What You Dream Of' junto a Nick Muir y bajo el alias que le acompañará durante su carrera, Bedrock en referencia a la serie de dibujos animados, Los Picapiedra, que además de ser un temazo, se convirtió en uno de los himnos de la película Trainspotting. Durante mucho tiempo tanto Sasha como el mismo John Digweed disfrutaron de una residencia en el club Twilo de Nueva York, antes de que John inaugurara las noches Bedrock en el Heaven Club de la capital inglesa. Sus noches londinenses así como sus populares mixes Northern Exposure le llevaron a las portadas de un montón de revistas especializadas.
En noviembre del 98 grabó el primer Global Underground (Sídney). Un poco más tarde, en 1999, editó el G.U. dedicado a Hong Kong y en el 2001 el tercer G.U., en esta ocasión en homenaje a Los Ángeles. También fundó en 1999 su sello Bedrock, que no sólo se convirtió en una plataforma para que él mismo editase sus propios temas, sino que también lo utilizó para otros amantes del house trancero fichando a pioneros como Jimmy Van M, Moonface, Science Department y Steve Lawler entre otros. Ese mismo año, Digweed empieza a tomarle el gusto a los top británicos con un sexto puesto entre 100 Dj's votados en la revista Dj Magazine. Sobre todo gracias a su rompepistas Heaven Scent, en el que Digweed da vida a esa especie de house-tech-trance oscuro que tanta fama le aportaría junto a Sasha. En noviembre de 2000 saltaría al tercer puesto de la clasificación de Dj Magazine.
Su gira Delta Heavy Spring 2002 con Sasha y Jimmy Van M por todo Estados Unidos y la banda sonora para el film Stark Raving Mad le devuelven al primer puesto de las portadas internacionales. Stark Raving Mad no ha sido su única relación con el cine ya que en 2000 aparece al final de la película Groove de Greg Harrison que intenta documentar al público sobre la escena raver Underground de San Francisco.

### Vida personal
John Digweed

## Discografía

### Álbumes
- 1994: Journeys by DJ Volume 4: Silky Mix (Music Unites)
- 1994: Sasha & John Digweed - Renaissance: The Mix Collection (Renaissance)
- 1995: Renaissance: The Mix Collection Part 2 (Renaissance)
- 1996: Sasha & John Digweed - Northern Exposure (Ministry of Sound)
- 1997: Sasha & John Digweed - Northern Exposure 2 (Ministry of Sound)
- 1997: The Winning Ticket (Jackpot)
- 1998: Global Underground 006: Sydney (Boxed)
- 1999: Bedrock (INCredible)
- 1999: Sasha & John Digweed - Northern Exposure: Expeditions (INCredible)
- 1999: Global Underground 014: Hong Kong (Boxed)
- 2000: Sasha & John Digweed - Communicate (INCredible) (Billboard 200 #149)
- 2001: Global Underground 019: Los Angeles (Boxed)
- 2002: MMII (Bedrock Records) (Billboard Top Electronic Albums #7)
- 2003: Stark Raving Mad (Thrive Records) (Billboard Electronic #9)
- 2004: Layered Sounds (Bedrock Records)
- 2005: fabric 20 (fabric) (Billboard Electronic #13)
- 2005: Choice – A Collection of Classics (Azuli Records)
- 2005: AOL Music DJ Sessions (Mixed by John Digweed) (INgrooves)
- 2005: Layered Sounds 2 (Bedrock Records)
- 2006: Transitions (Renaissance) (Billboard Electronic #16)
- 2007: Transitions Vol. 2 (Renaissance)
- 2007: Transitions Vol. 3 (Renaissance)
- 2008: Transitions Vol. 4 (Renaissance)
- 2008: Bedrock 10: Past Present Future (Bedrock Records)
- 2009: Bedrock Eleven (Bedrock Records)
- 2010: Structures (Bedrock Records)
- 2010: Bedrock Twelve (Bedrock Records)
- 2011: Structures Two (Bedrock Records)
- 2012: Underground Sound of Miami (Bedrock Records)
- 2012: Live in Cordoba (Bedrock Records)
- 2012: Bedrock 14 (Bedrock Records)
- 2012: Live in London (Bedrock Records)
- 2013: Underground Sound of Miami 2 (Bedrock Records)
- 2013: Live in Slovenia (Bedrock Records)
- 2013: Versus (Bedrock Records)
- 2013: Live in Argentina (Bedrock Records)
- 2014: Underground Sound of Miami 3 (Bedrock Records)
- 2014: Live in Miami (Bedrock Records)
- 2014: Underground Sound of Ibiza (Bedrock Records)
- 2014: The Traveler (Bedrock Records)
- 2014: Live in Toronto (Bedrock Records)
- 2015: Live in South Beach (Bedrock Records)

### Sencillos
- 1993: Bedrock - "For What You Dream Of" (Stress Records) (UK #25)
- 1997: Bedrock - "Set In Stone"/"Forbidden Zone" (Stress Records) (UK #71)
- 1999: Bedrock - "Heaven Scent" (Bedrock Records) (UK #35)
- 2000: Bedrock - "Voices" (Bedrock Records) (UK #44)
- 2001: Bedrock - "Beautiful Strange" (Bedrock Records)
- 2002: Bedrock - "Emerald" (Bedrock Records)
- 2003: Bedrock - "Forge" (Bedrock Breaks)
- 2005: Bedrock - "Santiago" (Bedrock Records)
- 2006: "Warung Beach" (Bedrock Records)
- 2007: "Gridlock Remixes" (Renaissance)
- 2009: Aquatonic (Bedrock Records)
- 2009: Tangent (Bedrock Records)
- 2010: Satellite / Meteor (Bedrock Records)
- 2010: Bilder (Bedrock Records)
- 2011: 30 Northeast (Bedrock Records)
- 2012: Trezzz (Bedrock Records)
- 2012: Raise (Bedrock Records)

### DVD
- Sasha & John Digweed presents Delta Heavy (System Recordings)
- Structures (DVD)(Bedrock Records)

```
  - "Eye of the Storm" (Documental por Pablo Casacuberta)
```

- Live In Argentina – A Tale Of Two Cities
- Re:Structured - Moving: Structures - A Tale Of Two UK Cities

Directed By Our Man In The Field

## Ranking DJmag
| DJ           | 1997 | 1998 | 1999 | 2000 | 2001 | 2002 | 2003 | 2004 | 2005 | 2006 | 2007 | 2008 | 2009 | 2010 | 2011 | 2012 |
| ------------ | ---- | ---- | ---- | ---- | ---- | ---- | ---- | ---- | ---- | ---- | ---- | ---- | ---- | ---- | ---- | ---- |
| John Digweed | 12°  | 7°   | 6°   | 3°   | 1°   | 3°   | 5°   | 8°   | 6°   | 8°   | 3°   | 6°   | 17°  | 29°  | 55   | 98°  |